# Bataliony Schutzmannschaft Tatarów krymskich
Bataliony Schutzmannschaft (Schuma) Tatarów krymskich – ochotnicze pomocnicze jednostki policyjne w służbie niemieckiej złożone z Tatarów krymskich podczas II wojny światowej.
Od lipca do listopada 1942 r. na obszarze okupowanego Krymu Niemcy zorganizowali osiem batalionów policyjnych Schuma (nr 147. do nr 154.), bazując na tatarskich oddziałach samoobrony działających od stycznia tego roku. Bataliony Schuma złożone z tatarskich kolaborantów podlegały wyższemu dowódcy SS i policji w Symferopolu, SS-Brigadefuhrerowi Ludolfowi von Alvenslebenowi. Były one dowodzone przez własnych oficerów; kadra niemiecka w każdym batalionie składała się z 1 oficera i 8 podoficerów. Do ich zadań należała ochrona różnych obiektów i instalacji wojskowych na obszarze Krymu oraz zwalczanie partyzantów. Na pocz. 1944 r. Bataliony Schuma Tatarów krymskich stanowiły bazę do sformowania Tataren-Gebirgsjäger-Regiment der SS, z którego powstała 1 Tatarska Brygada Górska SS.
Lista batalionów Schutzmannschafts Tatarów krymskich:
- SchutzmannschaftsBtl (tatar.) 147

Sformowany w lipcu 1942 r. w Symferopolu. Rozwiązany 8 lipca 1944 r.
- SchutzmannschaftsBtl (tatar.) 148

Sformowany w lipcu 1942 r. w Karasubazarze. Rozwiązany 8 lipca 1944 r.
- SchutzmannschaftsBtl (tatar.) 149

Sformowany w lipcu 1942 r. w Bakczysaraju. Rozwiązany 8 lipca 1944 r.
- SchutzmannschaftsBtl (tatar.) 150

Sformowany w lipcu 1942 r. w Jałcie. Dowódca – mjr Wiktor I. Malcew. Rozwiązany w marcu 1944 r.
- SchutzmannschaftsBtl (tatar.) 151

Sformowany w lipcu 1942 r. w Ałuszcie. Rozwiązany 8 lipca 1944 r.
- SchutzmannschaftsBtl (tatar.) 152

Sformowany w lipcu 1942 r. w Dżankoj. Rozwiązany 8 lipca 1944 r.
- SchutzmannschaftsBtl (tatar.) 153

Sformowany w lipcu 1942 r. w Teodozji. Rozwiązany 8 lipca 1944 r.
- SchutzmannschaftsBtl (tatar.) 154

Sformowany w lipcu 1942 r. w Symferopolu. Dowódca – mjr Kerimow (aresztowany przez Niemców wiosną 1943 r. jako niepewny). Rozwiązany 8 lipca 1944 r.
- SchutzmannschaftsBtl (tatar.) 155

Sformowany wiosną 1943 r. w Symferopolu. Rozwiązany 8 lipca 1944 r.